# Bicchiere di vino

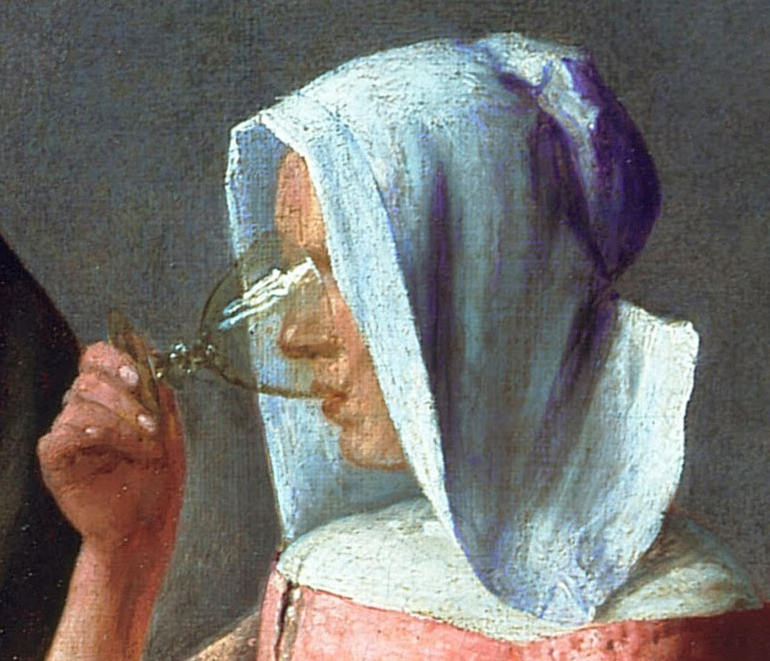
Dettaglio

Il Bicchiere di vino è un dipinto a olio su tela (66,3x76,5 cm) di Jan Vermeer, databile al 1659-1660 circa e conservato nella Gemäldegalerie di Berlino.

## Storia
L'opera è ricordata nell'asta di Jan van Loo tenutasi a Delft nel 1736. Nel 1774 fu acquistato ad Amsterdam da Jan Hope, restando di proprietà dei suoi discendenti fino al 1898. In quell'anno l'intera collezione familiare passò ai mercanti d'arte Werterheimer e i fratelli Colnaghi, venendo poi ceduto nel 1901 al museo berlinese.

## Descrizione e stile
In un interno borghese, illuminato da una finestra sulla sinistra (così tipica nell'arte di Vermeer), una donna seduta sta bevendo da un bicchiere di vetro, e un gentiluomo in piedi regge una brocca aspettando che la donna finisca, come per riempirle di nuovo il bicchiere. Sulla sedia in primo piano è appoggiato uno strumento musicale, che farebbe pensare che i due stiano per fare o abbiano fatto musica. Musica e vino erano elementi portanti delle cosiddette "conversazioni amorose", un genere ben radicato nella pittura olandese del tempo, affrontato anche da Vermeer più volte. A differenza di altri colleghi (come Gerard ter Borch o Frans van Mieris il Vecchio), Vermeer si distinse però per l'intenso gioco psicologico tra i protagonisti, che ne mette in evidenza stati d'animo ed emozioni. Se la donna appare infatti presa dal gesto del bere, che le nasconde il viso, e in una posa chiusa, con un braccio in grembo, che sembra chiudersi in sé stessa, l'uomo appare proiettato tutto, con lo sguardo e con l'apertura del corpo, verso la donna stessa. Il suo volto e incorniciato da un cappello a larghe tese, tipico della migliore società dell'epoca, e indossa un mantello di elegante stoffa grigia, che lo avvolge macchiandosi di luce e dando alla sua figura la statuarietà dei busti scolpiti. La donna invece ha una veste di raso rosa decorata da ricami dorati e una cuffia bianca. La sua figura in particolare appare inondata dalla luce della finestra, assieme ad altri due oggetti chiave: la brocca e gli spartiti appoggiati sulla tavola.
L'accuratezza con cui l'artista si dedicava alla resa dei vari materiali si può cogliere pienamente osservando il diverso con cui riflettono la luce il lanuginoso tappeto sul tavolo, o il cotone inamidato della cuffia, o il raso del vestito, o il velluto dei cuscini scuri. In ombra appare la parete di sfondo, per dare maggior risalto ai personaggi principali. Lì sta appeso un quadro entro una cornice dorata, nel quale si riconosce a stento un paesaggio aperto. L'interno è completato dal pavimento a mattonelle quadrate bicrome, dalla panca in controluce e dalla vetrata con stemma familiare alla finestra, mentre una seconda finestra è chiusa e coperta da una tenda. Lo stemma è forse quello di Jennetie J. Vogel, moglie di un vicino di casa di Vermeer; sulla stessa vetrata piombata (identica quella che compare in Due gentiluomini e una fanciulla con bicchiere di vino) si vede poi una figura femminile, forse la Temperanza. In tale senso la scena assumerebbe anche un significato moraleggiante, legato a un invito alla moderazione (nel bere, ma anche nell'amare).
Perfetta appare la padronanza prospettica, oltre che luminosa, facendo dell'opera un capolavoro della fase matura dell'artista. La tecnica, rispetto ad opere databili a quel periodo come la Lattaia, mostra una mano più controllata, con un minore ricorso alla tecnica del puntini densi di colore luminoso, forse per ottenere un effetto più delicato, adatto alla rappresentazione elegante.